# وشتفلد
وشتفلد (به آلمانی: Westfeld) یک شهر در آلمان است که در Sibbesse واقع شده‌است. وشتفلد ۸۹۵ نفر جمعیت دارد.

## نگارخانه

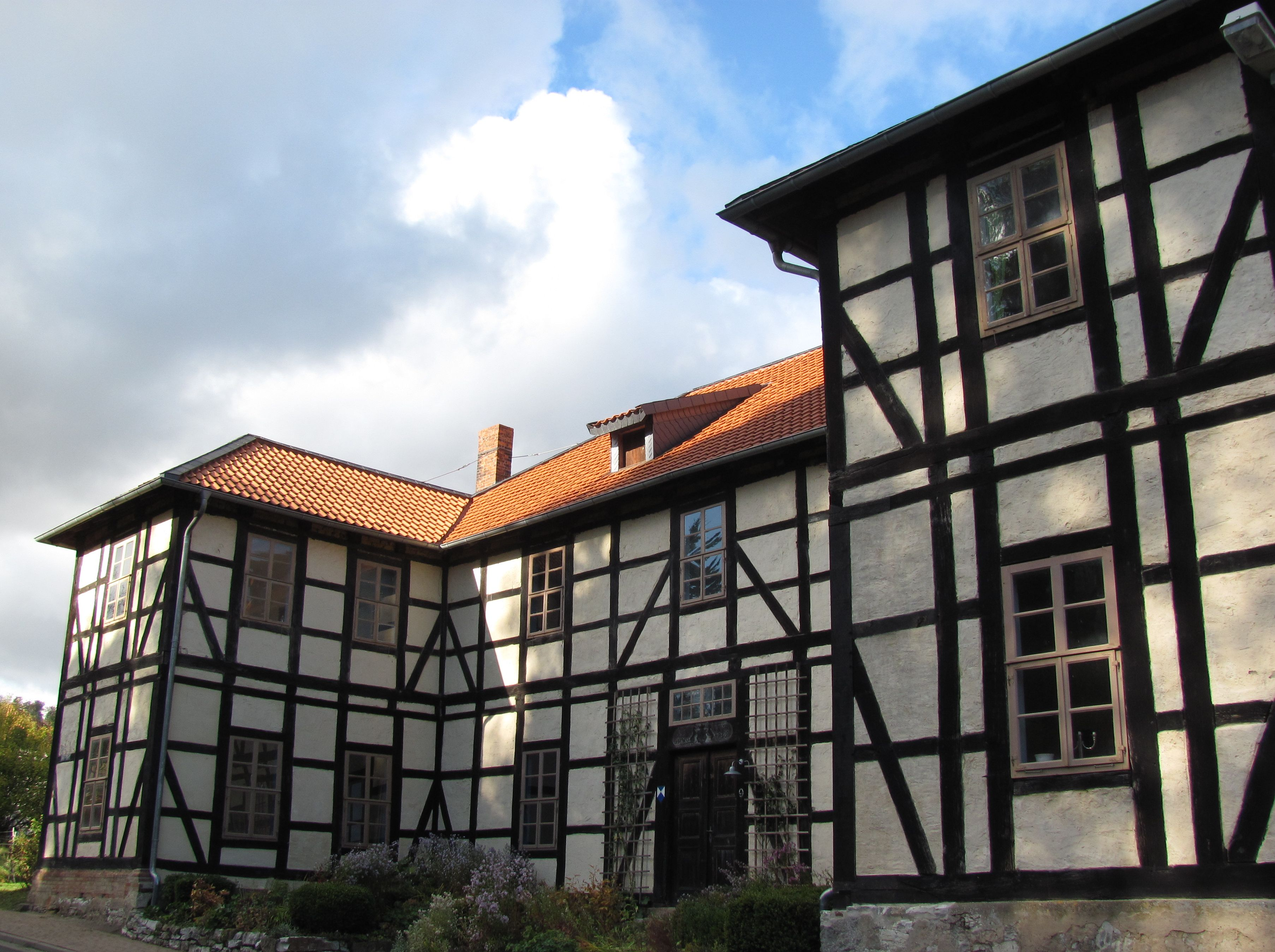
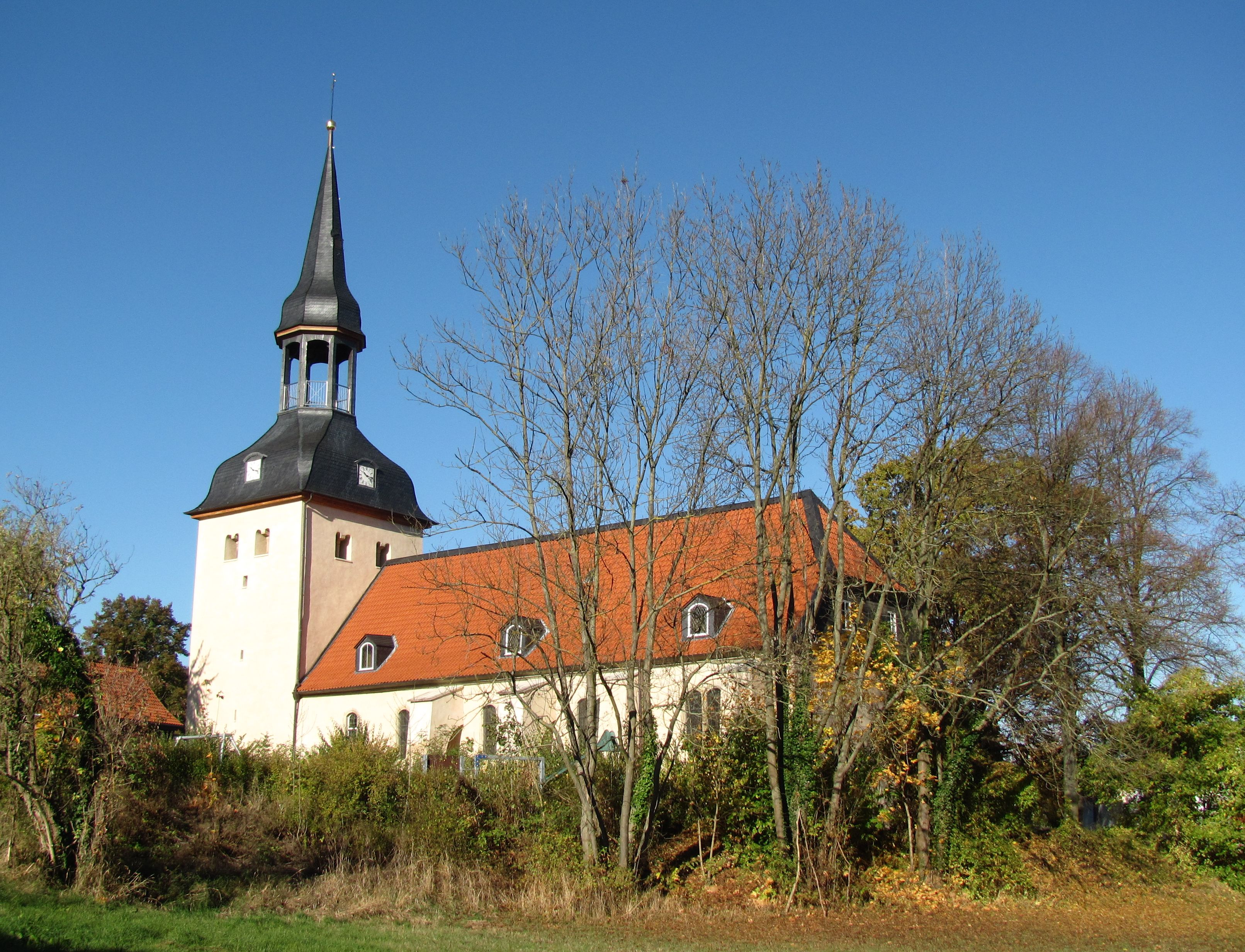
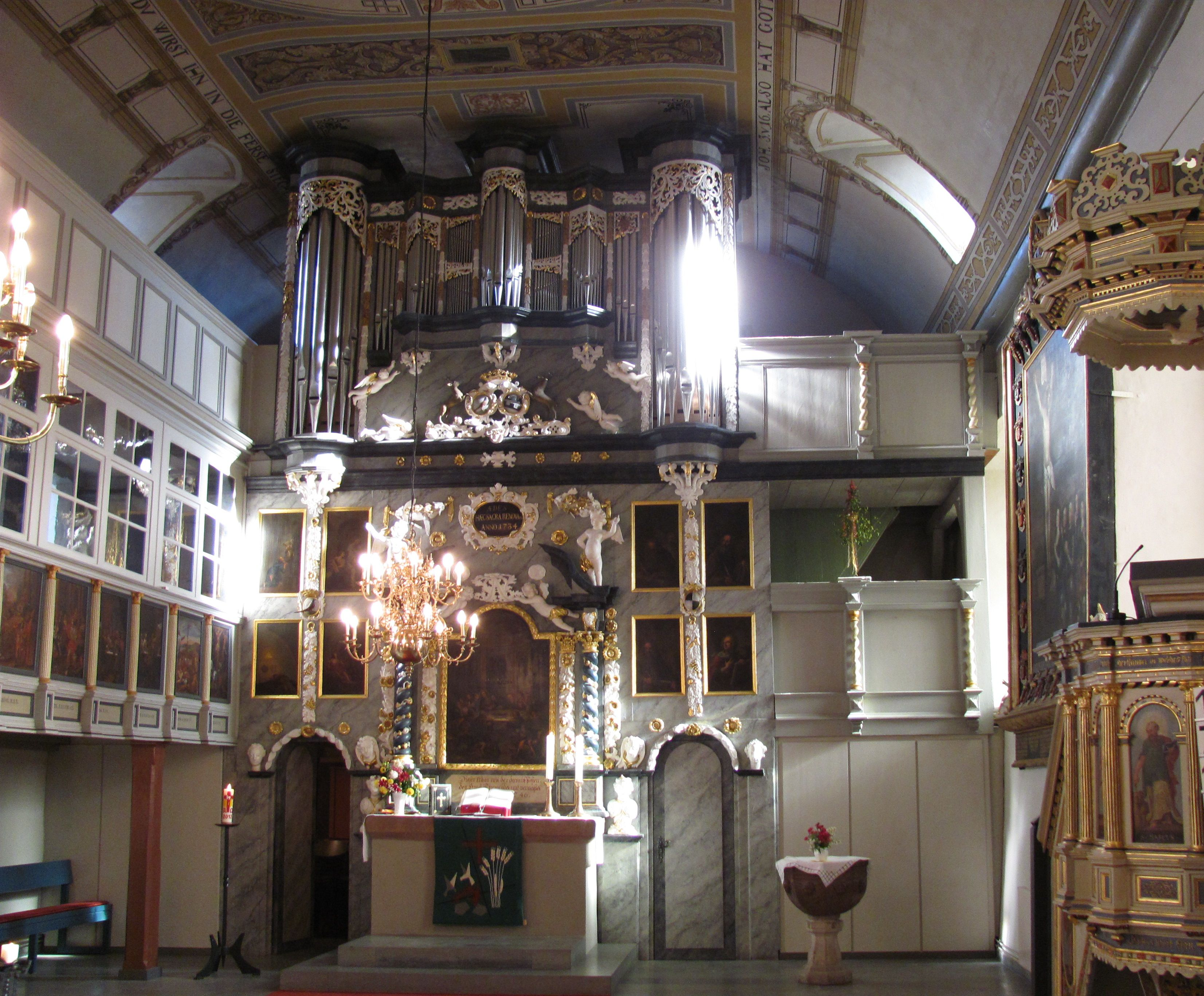
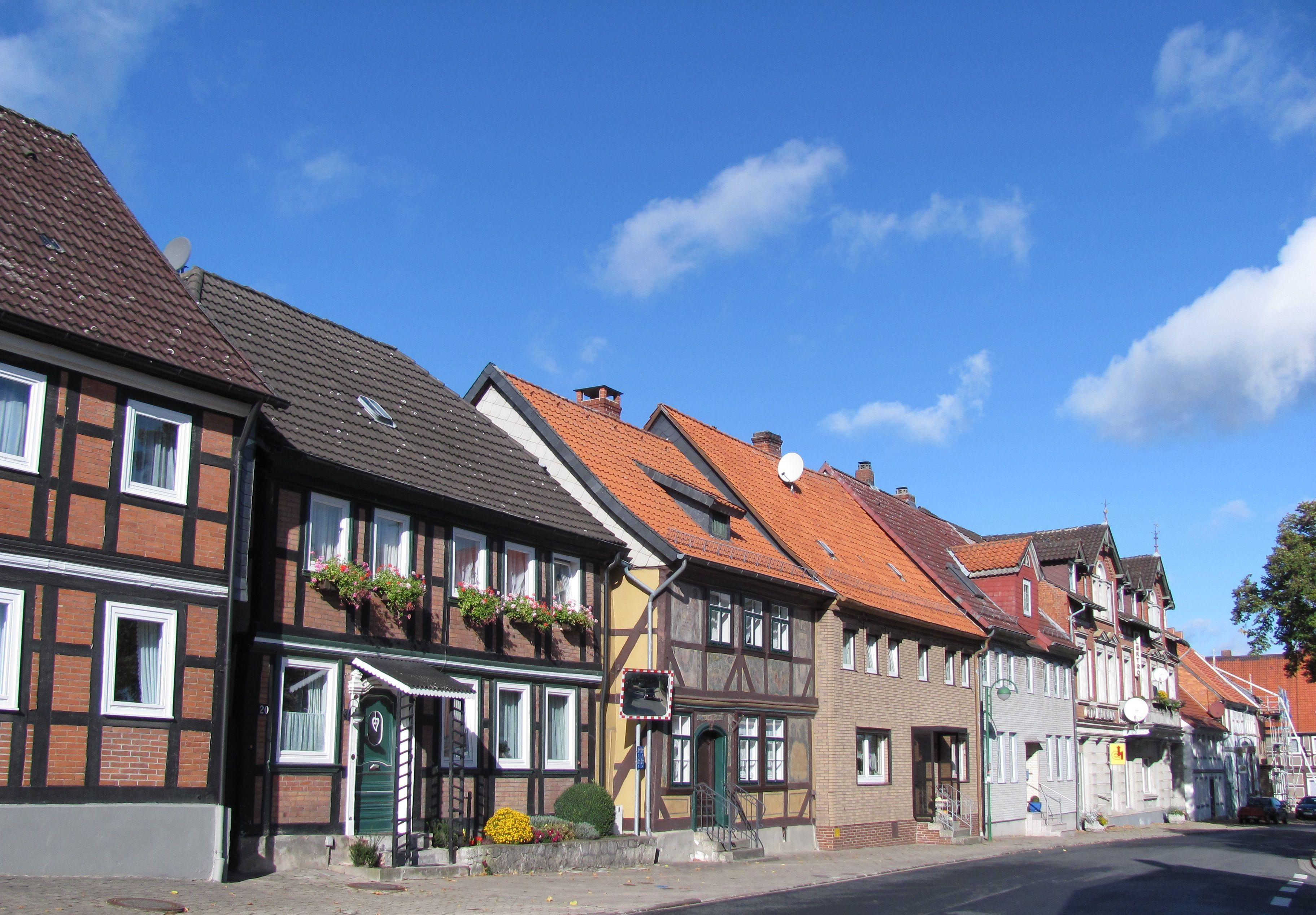
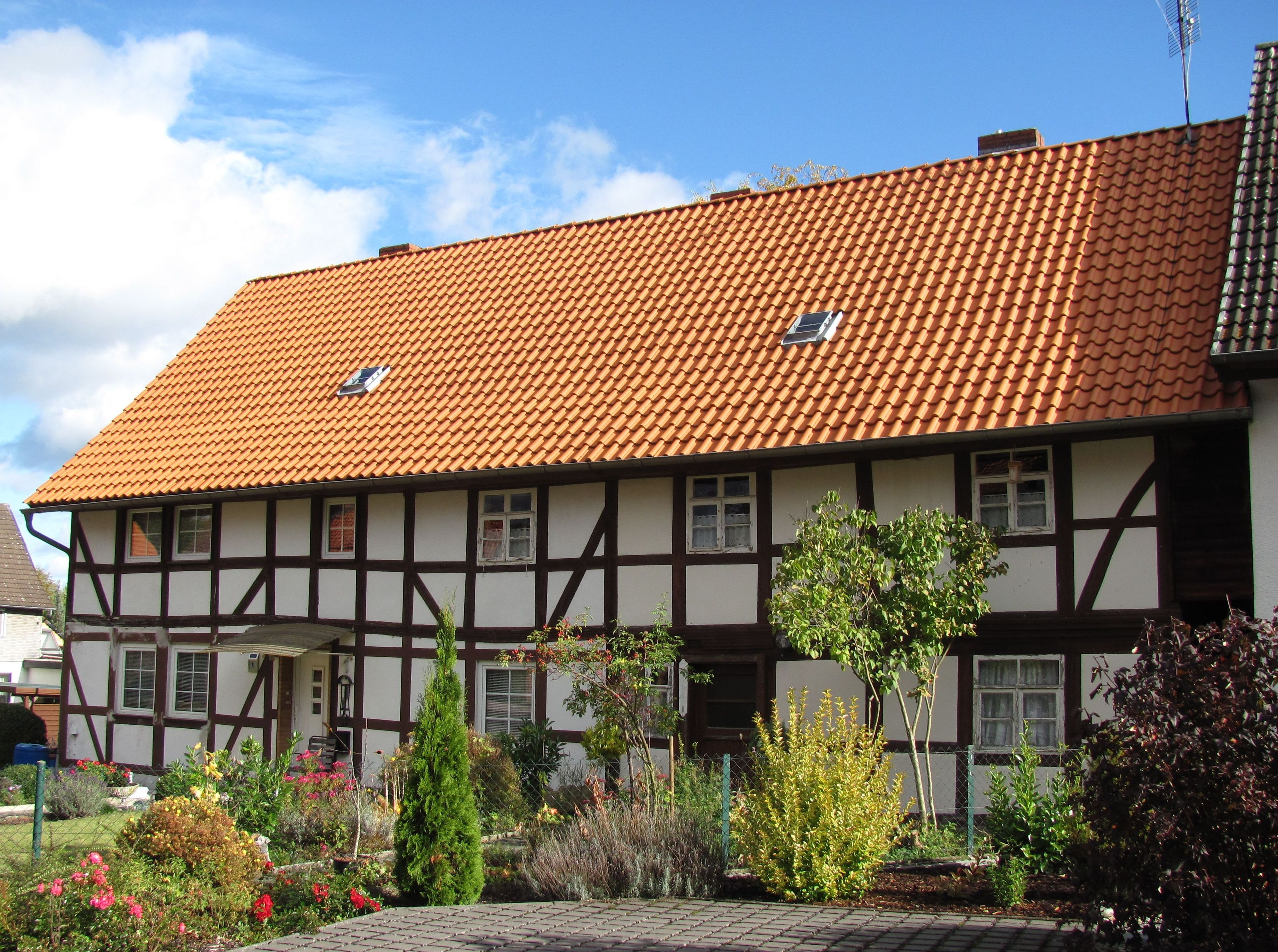
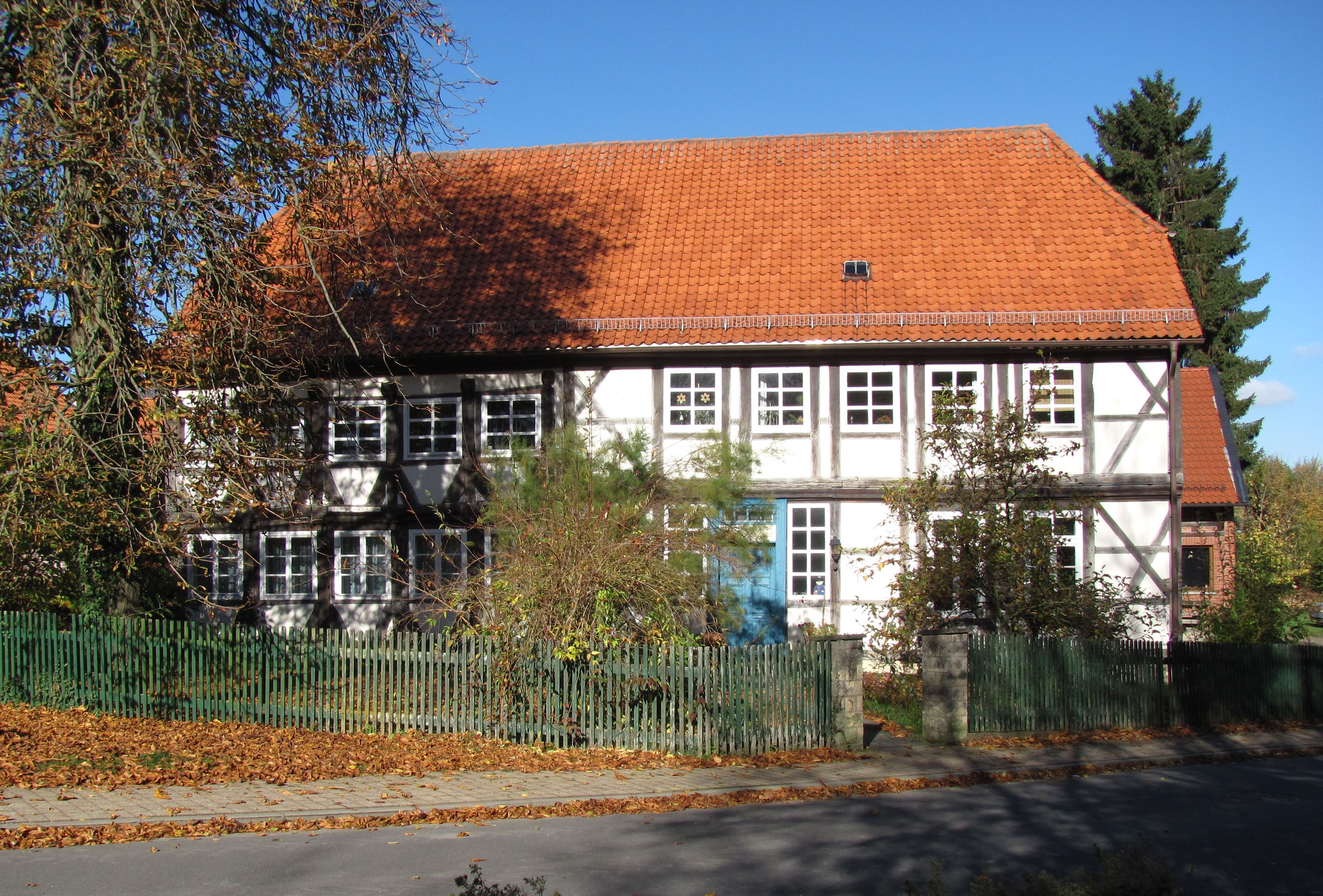